# Мандайн, Энтони
Энтони Мандайн (англ. Anthony Mundine, родился 21 мая 1975 в Ньютауне, Австралия) — австралийский игрок регби и боксёр-профессионал, выступающий во второй средней (Super Middleweight) весовой категории. Чемпион мира по боксу (по версии WBA, 2003—2004, 2007—2008, IBO, 2009-2010,)

## Регби
Мандайн родился в семье коренных австралийцев и в раннем возрасте вступил в юношескую команду по регби. В 1993 году выступал за австралийскую команду школьников.
Выступая в регби, сыграл 127 профессиональных матчей.
В 1999 году Энтони принял ислам.

## Профессиональный бокс
Дебютировал в июле 2000 года. Большую часть боев провёл в родной Австралии. Выходил на ринг против опытных боксёров. К четвёртому поединку завоевал титул чемпиона Австралии во втором среднем весе.
3 сентября 2001 года раздельным решением судей победил австралийца Сэма Солимана.
В декабре 2001 года Энтони, имея опыт всего десяти поединков, отправился в Германию к местному чемпиону в суперсреднем весе по версии IBF Свену Оттке. Мандайн «прославился» этим боем, умудрившись проиграть нокаутом безударному боксёру.
После первого поражения выходил на ринг против опытных боксёров и завоевал несколько региональных титулов.
3 сентября 2003 года Энтони победил по очкам американца Энтвина Эхолса, и завоевал титул чемпиона мира по версии WBA.
В мае 2004 года Мандайн проиграл титул раздельным решением судей Мэнни Сьяке.
В июне 2005 года он проиграл Миккелю Кесслеру.
17 мая 2006 года состоялся суперпоединок Австралии, в котором за звание обязательного претендента по версии WBA схлестнулись Энтони Мандайн и Дэнни Грин. Это был самый кассовый поединок Австралии за всю историю австралийского бокса, несмотря на то, что поединок даже не был титульным. На стадионе в 37 тыс. человек при полном аншлаге Мандайн победил Грина по очкам. Касса составила 10 млн $. Мандайн как чемпион получил 6,25 млн $.
7 марта 2007 года Мандайн нокаутировал Сэма Солимана и завоевал вакантный титул чемпиона мира по версии WBA.
28 мая 2008 года Мандайн в третий раз встретился с Солиманом. Энтони снова победил, на этот раз по очкам.
27 мая 2009 года Мандайн раздельным решением судей победил по очкам непобеждённого австралийца Дэниэля Гила и завоевал титул чемпиона мира по версии IBO.
В декабре 2010 года проиграл нокаутом соотечественнику Гарту Вуду, в следующем поединке взял реванш.
В январе 2013 года проиграл по очкам реванш Дэниэлю Гилу. Но уже 27 ноября победил Шейна Мосли и завоевал пояс WBA International.
На 29 января 2014 года был запланирован поединок против Карсона Джонса, но тот отказался от боя в последний момент по причине болезни. В срочном режиме подыскивалась замена, возможным противником для Энтони предлагался Джошуа Клотти. В состоявшемся бою Мандайн победил единогласным решением судей Гуннара Джексона.
9 апреля 2014 года состоялся бой против Джошуа Клотти, в котором Мандайн проиграл единогласным решением судей.